# كبير خان
كبير خان، (بالإنجليزية: Kabir Khan)‏، (ولد في عام 1971). هو مخرج وكاتب سيناريو ومصور سينمائي هنديِ، وهو معروف بفيلمه الأنساني الناجح باجرانجي بهايجان (فيلم) .

## المهنة
كبير خان خريج كلية كيروري مال، جامعة دلهي، بدأ مهنته كمصور سينمائي للفيلم الوثائقي Beyond the Himalayas عام 1995 الذي أخرجه غوتام غوس وعرض لاحقا على قناة ديسكفري.
خان صنع بدايته الإخراجية عام 1999 مع الفيلم الوثائقي The Forgotten Army. تبعها The Taliban Years and Beyond و The Titanic Sinks in Kabul في عام 2001. و لاحقا قام بإخراج اثنين من أفلام بوليوود، Kabul Express في عام 2006 و New York في عام 2009.
قام خان بإخراج فيلم Ek Tha Tiger، بطولة سلمان خان و كاترينا كيف، الذي صدر في 15 أغسطس 2012. بعدها
اخرج فيلم باجرانجي بهايجان (فيلم) من بطولة سلمان خان و كارينا كابور خان.
لاقى الفيلم اقبالا واسعا في جميع أنحاء العالم وأصبح الفيلم الثاني الأعلى دخلا في تاريخ بوليوود. فاز كأكثر فيلم تم مشاهدته في تاريخ التلفزيون.
حطم فيلم سجلات الافتتاح في جميع أنحاء الهند، واستمر في حصد النجاحات الضخمة.
يعمل خان حاليا على فيلمه المقبل من إنتاج ساجد ناديادوالا وبطولة سيف علي خان و كاترينا كيف. هذه ستكون المرة الأولى التي يعمل فيها مع سيف علي خان في حين إنها المرة الثالثة مع كاترينا كيف.

## الحياة الشخصية
خان متزوج من مقدمة البرامج التلفزيونية ميني ماثور. ولديهم ابن، فيفان وبنت، سايرا.

## السيرة السينمائية

### كمخرج
| السنة | الفيلم        | الأبطال                                              |
| ----- | ------------- | ---------------------------------------------------- |
| 2006  | Kabul Express | جون أبراهام، أرشد وارسي، ليندا أرسينيو               |
| 2009  | New York      | جون أبراهام، كاترينا كيف، نيل نيتين موكيش، عرفان خان |
| 2012  | Ek Tha Tiger  | سلمان خان، كاترينا كيف                               |
| 2014  | Phantom       | سيف علي خان، كاترينا كيف                             |

2015قالب:Bajrangi Bahigaan

## روابط خارجية
- كبير خان على موقع IMDb (الإنجليزية)
- كبير خان على موقع ألو سيني (الفرنسية)
- كبير خان على موقع أول موفي (الإنجليزية)
- كبير خان على موقع قاعدة بيانات الفيلم (الإنجليزية)
- كبير خان على موقع كينوبويسك (الروسية)
- كبير خان على موقع كينوبويسك (الروسية)